# Cycnoches
Cycnoches, abbreviated as Cyc. in the horticultural trade, là một chi about 16 species of lan native to tropical America.

## Các loài
- Cycnoches amparoanum Schltr. (1923)
- Cycnoches aureum Lindl. & Paxton (1852)
- Cycnoches barthiorum G.F.Carr & Christenson (1999)
- Cycnoches bennettii Dodson Icon. Pl. Trop. (1989)
- Cycnoches brachydactylon Schltr. (1924)
- Cycnoches carrii Christenson (1999)
- Cycnoches chlorochilon Klotzsch (1838)
- Cycnoches christensonii D.E.Benn. (1998)
- Cycnoches cooperi Rolfe (1913)
  - Cycnoches cooperi subsp. ayacuchoensis D.E.Benn. & Christenson (1998)
  - Cycnoches cooperi subsp. cooperi.
  - Cycnoches cooperi var. villenae G.F.Carr & A.Prieto (2002)
- Cycnoches densiflorum Rolfe (1909)
- Cycnoches dianae Rchb.f. (1852)
- Cycnoches egertonianum Bateman (1842)
- Cycnoches farnsworthianum D.E.Benn. & Christenson (2001)
- Cycnoches glanduliferum Rolfe (1892)
- Cycnoches guttulatum Schltr. (1922)
- Cycnoches haagii Barb.Rodr. (1881)
- Cycnoches herrenhusanum Jenny & G.A.Romero (1991)
- Cycnoches jarae Dodson & D.E.Benn. (1989)
- Cycnoches lehmannii Rchb.f. (1878)
- Cycnoches loddigesii Lindl. (1832) - Typus Species -
- Cycnoches lusiae G.A.Romero & Garay (1999)
- Cycnoches maculatum Lindl. (1840)
- Cycnoches manoelae P.Castro & Campacci (1993)
- Cycnoches pachydactylon Schltr. (1922)
- Cycnoches pentadactylon Lindl. (1843)
- Cycnoches peruvianum Rolfe (1891)
- Cycnoches powellii Schltr. (1922)
- Cycnoches quatuorcristis D.E.Benn. (1992)
- Cycnoches rossianum Rolfe (1891)
- Cycnoches schmidtianum Christenson & G.F.Carr (2001)
- Cycnoches stelliferum Lodd. (1844)
- Cycnoches stenodactylon Schltr. (1922)
- Cycnoches suarezii Dodson Icon. (1989)
- Cycnoches thurstoniorum Dodson (1989)
- Cycnoches ventricosum Bateman (1838)
- Cycnoches warszewiczii Rchb.f. (1852)

## Hình ảnh

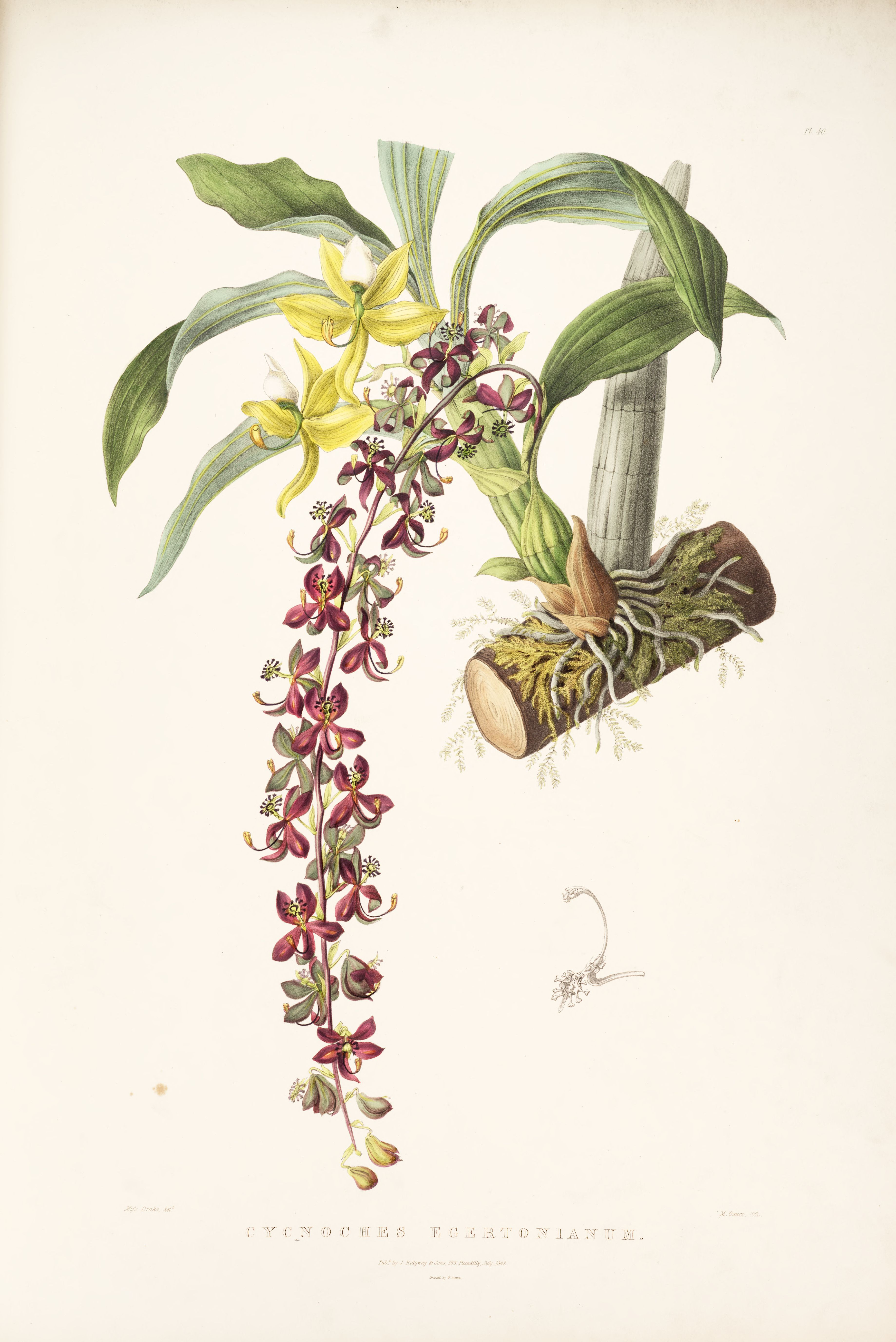
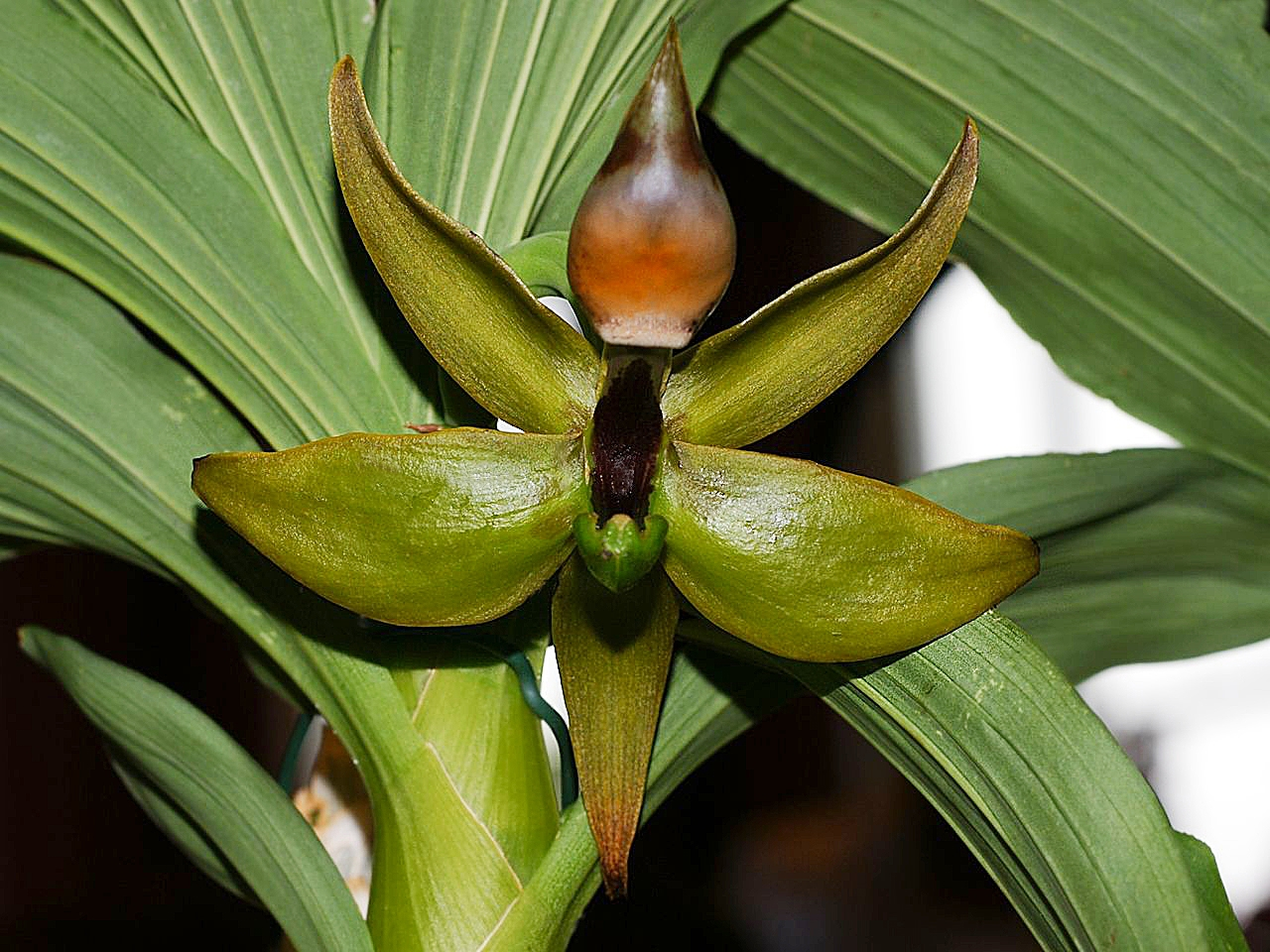